# When You Say Nothing at All
"When You Say Nothing at All" är en countrylåt skriven av Paul Overstreet och Don Schlitz. Den tillhör de mest kända hitlåtarna för tre olika artister: Keith Whitley, som tog den högst upp i top på Billboards Hot Country Singles-lista den 24 december 1988; Alison Krauss, vars version blev hennes första topp 10-countryhit som soloartist 1995; och den irländske popartisten Ronan Keating, vars version blev hans första solosingel och listetta i Storbritannien 1999.

## Bakgrund
Paul Overstreet och Don Schlitz skapade "When You Say Nothing at All" vid slutet av en annars ganska improduktiv dag. Då de satt och knäppte på gitarren i försöket att skriva en ny låt, kom inget upp. "När vi försökte hitta ett annat sätt att säga ingenting, kom vi på låten," sade Paul Overstreet senare till Ace Collins. De tyckte låten var OK, men inget speciellt. Då Keith Whitley hörde den, gillade han den, och tänkte inte låta det passera. Tidigare hade han spelat in en annan låt av Overstreet-Schlitz som blev listetta hos en annan artist,  Randy Travis' "On the Other Hand." Keith Whitley tänkte inte låta "When You Say Nothing at All" gå samma öde till mötes.

## Keith Whitley
RCA släppte "When You Say Nothing at All" som andra singel från Keith Whitleys album  Don't Close Your Eyes . Den tidigare låten hade tidigare toppat Billboards countrysingellista, och blivit hans första listetta efter att de tre föregående singlarna hamnat bland de 10 främsta. "When You Say Nothing at All" gick in på countrysingellistan den 17 september 1988, med placeringen 61, och klättrade sedan gradvis upp mot toppen, där den stannade i två veckor vid årsslutet. Den var andra av fem raka listettor för Keith Whitley, som inte fick leva och se uppleva de två sista, då han avled av alkoholförgiftning den 9 maj 1989. "Keith gjorde ett fantastiskt jobb med att sjunga den låten," berättade Don Schlitz för författaren Tom Roland. "Han sjöng verkligen med hjärtat." 2004, rankades Keith Whitleys original 12:a bland CMT:s 100 Greatest Love Songs ("100 största kärlekssånger"). I TV-programmet sjöngs den av Sara Evans.

### Låtlista
1. "When You Say Nothing At All"
2. "Lucky Dog"

### Listplacering
| Lista (1988)                 | Topplacering |
| ---------------------------- | ------------ |
| US Country Songs (Billboard) | 1            |

## Alison Krauss
Alison Krauss, vid 23-årsåldern redan en veteran som bluegrassviolinist, spelade in "When You Say Nothing at All" med gruppen Union Station, 1994 för ett tributalbum till Keith Whitley. Då låten började få icke-begärd speltid gav BNA, skivmärket som släppt albumet, ut Alison Krauss version till radion i januari 1995. Denna version låg också på Alison Krausss samlingsalbum Now That I've Found You: A Collection, vilken som bäst nådde en tredjeplats på Billboard' lista Hot Country Singles & Tracks, och en kommersiell single nådde som bäst andraplatsen på samma tidnings lista Hot Country Singles Sales. Framgångarna med både låten och albumet, överraskade Alison Krauss. "Det är sjukt," sade hon till en reporter på Los Angeles Times 1995. "Det kittlar oss alla. Vi har inte haft något på listorna innan. Absolut inget. Men är det inte kul? Vi vet inte vad som sker....Kontoret sa, 'Hey, den ligger på listan,' och vi reagerade som, 'Va?'" Medan Alison Krauss version låg på listorna, ordnade Mike Cromwell, då produktionsdirektör för WMIL-FM i Milwaukee i Wisconsin, USA en duett genom att mixa samman Alison Krauss version med Keith Whitleys originalversion. Denna "duett" fick nationell uppmärksamhet runtom i USA, och spreds åtminstone från Philadelphia till Albuquerque, och kunde även höras över radiostationerna i Kalifornien. Den släpptes aldrig officiellt till radio, och blev heller inte kommersiellt tillgänglig. Alison Krauss inspelning belönades 1995 med CMA-priset för "Årets singel".

### Låtlista
1. "When You Say Nothing at All"
2. "Charlotte's In North Carolina"

## Ronan Keating
"When You Say Nothing at All" blev debutsingeln för den irländske sångaren och låtskrivaren Ronan Keating. Låten spelades då in 1999 som soundtrack till filmen Notting Hill. Den låg också på Ronan, Ronan Keatings debutalbum som soloartist. Den släpptes den 26 juli 1999 i Storbritannien. Singeln toppade listorna i Storbritannien, Irland och Nya Zeeland. I Storbritannien sålde singeln även guld. 
Den italienska sångaren Deborah Blando spelade in låten på engelska, samt på portugisiska för den brasilianska marknaden. Singeln hamnade bland de 10 bästa på latinolistan. 2003 gjorde Ronan Keating en nyinspelning i duett med den mexikanska sångerskan Paulina Rubio, vilken släpptes i Mexiko och Latinamerika för att marknadsföra Ronan Keatings andra studioalbum, Destination

### Låtlista
- CD-singel #1, Storbritannien

1. "When You Say Nothing at All" – 4:18
2. "When You Say Nothing at All" (akustisk version) – 4:23
3. "This Is Your Song" – 4:03
4. "When You Say Nothing at All" (musikvideo) – 4:25

- CD-singel #2, Storbritannien

1. "When You Say Nothing At All" – 4:18
2. "At The End Of A Perfect Day" – 4:37
3. "I Will Miss You" – 3:05

- Kassettsingel, Storbritannien

1. "When You Say Nothing at All" – 4:18
2. "This Is Your Song" – 4:03

### Listplaceirngar

#### Lista
| Lista (1999)                                 | Topplacering |
| -------------------------------------------- | ------------ |
| Australien (ARIA)                            | 3            |
| Österrike (Ö3 Austria Top 40)                | 5            |
| Belgien (Ultratop 50 Flandern)               | 3            |
| Belgien (Ultratop 40 Vallonien)              | 38           |
| Danmark (IFPI)                               | 6            |
| Finland (Suomen virallinen lista)            | 5            |
| Frankrike (SNEP)                             | 41           |
| Tyskland (Media Control AG)                  | 6            |
| Republiken Irland (IRMA)                     | 1            |
| Italien (FIMI)                               | 6            |
| Nederländerna (Mega Single Top 100)          | 5            |
| Nya Zeeland (RIANZ)                          | 1            |
| Norge (VG-lista)                             | 5            |
| Sverige (Sverigetopplistan)                  | 2            |
| Schweiz (Swiss Music Charts)                 | 4            |
| Storbritannien (The Official Charts Company) | 1            |

#### Listplaceringar
| Lista          | Certifikering |
| -------------- | ------------- |
| Australien     | Platina       |
| Norge          | Guld          |
| Storbritannien | Guld          |

### Fotnoter
1. 1 2 3 4  Collins, Ace (1996). The Stories Behind Country Music's All-Time Greatest 100 Songs. New York: Boulevard. sid. 268. ISBN 1-57297-072-3
2. 1 2 3  Roland, Tom (1991). The Billboard Book of Number One Country Hits. New York: Billboard. sid. 539. ISBN 0-8230-7553-2
3. 1 2 3  Whitburn, Joel (2005). Top Country Songs 1944-2005. Menomonee Falls, Wis.: Record Research. sid. 416. ISBN 0-89820-165-9
4. ↑  CMT. ”100 Greatest Love Songs”. http://www.cmt.com/shows/dyn/greatest_series/81730/episode_countdown.jhtml. Läst 22 maj 2007.
5. ↑  "Keith Whitley Album & Song Chart History" Billboard Country Songs for Keith Whitley. Prometheus Global Media.  Retrieved 22 januari 2011.
6. ↑  Horak, Terri (21 januari 1995). ”Rounder Goes All Out for Grammy-Nominated Krauss”. Billboard. Läst via Pro Quest.
7. ↑  Cromelin, Richard (25 mars 1995). ”A Hit from Country's Kinfolk / Bluegrass's most prominent figure makes her way into country music's Top 10. Even Alison Krauss can't explain it.”. Los Angeles Times. s. F1. Läst via Pro Quest.
8. ↑  Cave, Kathy (5 maj 1995). ”Whitley, Krauss blend grabs national attention”. Milwaukee Journal Sentinel. s. B8. Läst via Pro Quest.
9. ↑  "Australian-charts.com - Ronan Keating - When You Say Nothing At All". ARIA Top 50 Singles. Hung Medien.  Retrieved 26 oktober 2010.
10. ↑  "Ronan Keating - When You Say Nothing At All Austriancharts.at" (in German). Ö3 Austria Top 40. Hung Medien.  Retrieved 26 oktober 2010.
11. ↑  "Ultratop.be - Ronan Keating - When You Say Nothing At All" (in Dutch). Ultratop 50. Ultratop & Hung Medien / hitparade.ch.  Retrieved 26 oktober 2010.
12. ↑  "Ultratop.be - Ronan Keating - When You Say Nothing At All" (in French). Ultratop 40. Ultratop & Hung Medien / hitparade.ch.  Retrieved 26 oktober 2010.
13. ↑  Billboard. Billboard 25 september 1999. Billboard. http://books.google.com/books?id=cAgEAAAAMBAJ&lpg=PA82&dq=Billboard%20sep%201999&hl=da&pg=PA75#v=onepage&q=denmark&f=false. Läst 28 november 2010
14. ↑  "Finnishcharts.com - Ronan Keating - When You Say Nothing At All". Suomen virallinen lista. Hung Medien.  Retrieved 28 november 2010.
15. ↑  "Lescharts.com - Ronan Keating - When You Say Nothing At All" (in French). Les classement single. Hung Medien.  Retrieved 26 oktober 2010.
16. ↑  "Musicline.de - Chartverfolgung - Keating,Ronan - When You Say Nothing At All" (in German). Media Control Charts. PhonoNet GmbH.  Retrieved 28 november 2010.
17. ↑  ”The Irish Charts - All there is to know”. Irish Recorded Music Association. Irishcharts.ie. http://www.irishcharts.ie/search/placement. Läst 28 november 2010.
18. ↑  "Italiancharts.com - Ronan Keating - When You Say Nothing At All". Top Digital Download. Hung Medien.  Retrieved 26 oktober 2010.
19. ↑  "Dutchcharts.nl - Ronan Keating - When You Say Nothing At All" (in Dutch). Mega Single Top 100. Hung Medien / hitparade.ch.  Retrieved 26 oktober 2010.
20. ↑  "Charts.org.nz - Ronan Keating - When You Say Nothing At All". Top 40 Singles. Hung Medien.  Retrieved 26 oktober 2010.
21. ↑  "Norwegiancharts.com - Ronan Keating - When You Say Nothing At All". VG-lista. Hung Medien.  Retrieved 26 oktober 2010.
22. ↑  "Swedishcharts.com - Ronan Keating - When You Say Nothing At All". Singles Top 60. Hung Medien.  Retrieved 26 oktober 2010.
23. ↑  "Ronan Keating - When You Say Nothing At All swisscharts.com". Swiss Singles Chart. Hung Medien.  Retrieved 26 oktober 2010.
24. ↑  "augusti 1999 Archive Chart" UK Singles Chart. The Official Charts Company.  Retrieved 26 oktober 2010.
25. ↑  ”ARIA Charts –  Accreditations – 1999 Singles”. Australian Recording Industry Association. http://www.aria.com.au/pages/aria-charts-accreditations-singles-1999.htm. Läst 28 november 2010.
26. ↑  ”IFPI Norsk platebransje – Trofeer” (på norska). IFPI Norway. 1999. Arkiverad från originalet den 13 juni 2007. https://web.archive.org/web/20070613015201/http://www.ifpi.no/sok/index_trofe.htm. Läst 28 november 2010.
27. ↑  ”British Phonographic Industry”. British Phonographic Industry. 30 juli 1999. Arkiverad från originalet den 24 september 2009. https://web.archive.org/web/20090924015932/http://www.bpi.co.uk/certifiedawards/search.aspx. Läst 28 november 2010.